# 南圣佩德罗
南圣佩德罗是巴西南大河州的一个市镇。总面积873.592平方公里，总人口16613人，人口密度19人/平方公里。